# 田大年 (萬曆壬辰進士)
田大年（？—1613年），號東明，湖廣荊州左衛籍，江陵縣人，明朝政治人物。

## 生平
萬曆十年（1582年）壬午科湖廣鄉試舉人。萬曆二十年（1592年）壬辰科三甲八十七名進士，吏部觀政，八月授大名知縣，二十六年升户部山東司主事，本年任戊戌科會試诗五房主考官，丁憂歸。二十九年補原职，管象房草场，同年調禮部主事，教习驸马，三十一年告病。三十七年降運判，本年升刑部主事，四十年升禮部精膳司员外郎，四十一年仕至禮部儀制司郎中，本年养病卒。

## 家族
曾祖父田琴；祖父田志盛；父親田與。